# Banan
En banan er den aflange såkaldte frugt, som bæres af bananplanten. I daglig tale betegnes bananen således som frugt, men botanisk set er der tale om et bær. Bananen er blandt de mest spiste frugter i verden, og nydes både rå og tilberedt, i bl.a. desserter som bananasplit, banoffee pie og bananroulade.
Bananplanten kaldes ofte en palme, men er egentlig en urt, hvor bladene sidder så tæt sammen, at bladskederne danner noget, der ligner en stamme. I løbet af ca. ½ år vokser planten til sin fulde højde, som er 4-10 m, hvorefter den samme år blomstrer og bærer frugt.

## Sorter
Bananen inddeles i fire forskellige sorter. Den almindeligt kendte gule banan tilhører sorten melbanan. Endvidere findes den i en grøn variant, som er sorten æblebanan.
Lady's finger er kendetegnet ved sin ret korte længde i forhold til de andre sorter. Længden er typisk på størrelse med en finger – heraf navnet, der betyder "damefinger". På tysk kendes den også som Babybanane. Denne findes også i en rød variant.
Cavendish er den mest solgte sort på verdensmarkedet, hvor den i Danmark alene tegner sig for ca. 99% af handlen. En engelsk hertug forædlede sorten i 1800-tallet, og siden 1950'erne har den været den mest handlede. Frem til 1960'erne var det Gros Michel, der blev solgt til Nordamerika og Europa, og desserten banana split blev komponeret med Gros Michel i tankerne; Sydamerika, som vi får langt de fleste bananer fra, er endnu ikke ramt af Panama-sygen, men det formodes blot at være et spørgsmål om tid, før det sker.
Alle bananerne har en tynd skal, så det er nemt at skrælle dem.

## Næringsværdi
Bananer indeholder ca. 74% vand, 23% kulhydrater, 1% proteiner, 0,5% fedt og 2,6% fibre alt efter modenhed og vækstbetingelser. I en umoden banan er kulhydraterne mest stivelse. I modningsprocessen bliver stivelsen omdannet til sukker; en fuldmoden banan har kun 1–2% stivelse. Det høje sukkerindhold betyder, at banan har et højere energiindhold end æbler og appelsin. Bananer indeholder også målbare mænger af alkohol, i et tysk studie fremlægges det at der i en meget moden banan kan være op til 0.04 g/L .

## Opbevaring og holdbarhed
Den ideelle opbevaring for bananer er ved 12-14 °C og 95-100% relativ luftfugtighed. Holdbarheden er meget afhængig af modenhedsgraden. De umodne (grønne) kan holde sig 15-20 dage ved 12-14 °C og 4-8 dage ved 20 °C. De modne (gule) bananer kan holde sig 3-6 dage ved 12-14 °C og 2-3 dage ved 20 °C.

## Sygdomme
Den mest populære banantype, Cavendish, reproducerer sig ikke kønsligt og har derfor ingen variation i arveanlæggene. Dette gør planten meget udsat for specifikke sygdomme, der i værste fald på én gang kan udrydde alle planter i en population.
Konventionelt dyrkede bananer sprøjtes normalt med svampegift for at undgå sygdomsangreb. En af sygdommene er Black Sigatoka, der skyldes svampen med navnet mycosphaerella fijiensis (først beskrevet i 1964).